# Charles Fontenay
Charles Louis Fontenay, né le 17 mars 1917 à São Paulo au Brésil et mort le 27 janvier 2007  à Memphis dans le Tennessee, est un journaliste et un écrivain de science-fiction américain. Il est connu pour avoir écrit divers romans, diverses nouvelles ainsi qu'une biographie de l'homme politique Estes Kefauver.

## Biographie

### Biographie conventionnelle
Bien qu'étant né au Brésil, Charles Fontenay grandit dans la ferme de ses parents dans le Tennessee.
En 1936, il fait ses débuts comme journaliste. Durant la Seconde Guerre mondiale, il est appelé et combat sur le front du Pacifique.
De 1946 jusqu'à sa retraite en 1987, il travaille en tant que rédacteur pour le journal The Nashville Tennessean. Il a aussi collaboré avec Associated Press et avec le Gannett News Service.
Il a pris sa retraite à St Petersburg en Floride ; il décède le 27 janvier 2007 à Memphis.
Il avait atteint le grade du troisième dan de ceinture noire en tae kwon do.

### Biographie subjective dansHistoires paradoxales
Le recueil français de nouvelles de science-fiction Histoires paradoxales (1984) comporte en fin de volume une notice biographique des auteurs publiés. Celle concernant Charles Fontenay, en page 441, indique :
« Né en 1917 au Brésil, mobilisé dans l'aviation des États-Unis en 1942-1943, Charles L. Fontenay étudia à la Vanderbilt University de Nashville avant de se lancer dans le journalisme. Il fut en particulier chroniqueur sportif et rédacteur en chef de divers journaux du Tennessee. Il a écrit de la science-fiction pendant une dizaine d'années, entre 1954 et 1964, préférant de son propre aveu le récit d'aventures à la nouvelle sociologique ou à message. Il est l'auteur de quelques romans assez conventionnels, et de nouvelles parmi lesquelles Pretty Quadroon (1957) se fonde sur des corrections apportées à l'Histoire en vue d'éviter une sécession dans les États-Unis du proche avenir. »

## Œuvre

### Science-fiction

#### Romans
- (en) Rebels of the Red Planet, 1961
- (en) The Day the Oceans Overflowed, 1964
- (en) Kipton and the Ovoid, 1996
- (en) Kipton in Wonderland, 1996
- (en) Kipton and the Tower of Time, 1996
- (en) Kipton and the Android, 1997
- (en) Target : Grant, 1862, 1999
- (en) Modal, 2000

#### Nouvelles
- (en) Disqualified, 1954
- (en) Atom Drive, 1956
- L'Impasse ((en) Blind Alley, 1956)
- (en) The Silk and the Song, 1956
- (en) Z, 1956
- (en) Service with a Smile, 1958
- (en) Twice Upon a Time, 1958
- (en) The Gift Bearer, 1958
- (en) Wind, 1959
- (en) The Jupiter Weapon, 1959

### Recueils et anthologies
- (en) The Collected Works of Charles L. Fontenay, Vol. 1, 1996
- (en) Here, There and Elsewhen, 1998

### Biographie et récit
- (en) Epistle to the Babylonians, 1969
- (en) Estes Kefauver : A Biography, 1980[1]